# Télécommunications au Nigeria
Les télécommunications au Nigeria comprennent la radio, la télévision, les téléphones fixes et mobiles, et l'Internet.

## Radio et télévision
Stations de radio:
- réseau de stations de radio nationales, régionales et d'État appartenant au gouvernement fédéral ; environ 40 stations de radio appartenant au gouvernement d'État diffusent généralement leurs propres programmes, à l'exception des bulletins d'information ; environ 20 stations de radio privées ; les transmissions des diffuseurs internationaux sont disponibles (2007)[1] ;
- 83 stations AM, 36 FM et 11 stations à ondes courtes (2001)[1].

Radios: 23,5 millions (1997).
Stations de télévision: près de 70 stations de télévision nationales et régionales appartenant au gouvernement fédéral ; les 36 États fédérés exploitent des stations de télévision ; plusieurs stations de télévision privées sont opérationnelles ; des services d'abonnement à la télévision par câble et par satellite sont disponibles (2007).
Téléviseurs: 56,9 millions (2007).
La scène médiatique du Nigeria est l'une des plus dynamiques d'Afrique. Les journaux, la télévision et la radio restent les principaux moyens de communication et d'information de masse, les médias sociaux s'imposant rapidement comme le prochain grand média. Les diffuseurs internationaux, dont la BBC, sont populaires. Les téléspectateurs sont concentrés dans les zones urbaines.
Les plus grandes entreprises de radiodiffusion sont la Federal Radio Corporation of Nigeria (FRCN), propriété du gouvernement, et la Nigerian Television Authority (NTA). La NTA a deux services de télévision, l'un est NTA 1, qui est distribué dans les six zones de télévision de la NTA, l'autre est NTA 2, qui est distribué dans tout le pays et est financé principalement par la publicité. NITEL possède la majorité des émetteurs qui diffusent les programmes de FRCN et de NTA.
Chaque État possède également une société de radiodiffusion qui diffuse une ou deux stations terrestres exploitées localement. Cela signifie qu'il existe environ 50 stations de télévision appartenant au gouvernement, mais partiellement indépendantes. Les acteurs privés présents sur la scène télévisuelle nigériane comprennent : Silverbird Television (STV), Africa Independent Television (AIT), Channels Television, Superscreen Television, et plusieurs autres. La plupart de leurs programmes sont destinés aux marchés africain et mondial et sont diffusés dans le monde entier depuis les centres de Lagos, Abuja et Port Harcourt, avec des stations de télévision affiliées dans d'autres villes du Nigeria et de plusieurs pays africains. African Independent Television (AIT) est une station de télévision par satellite très en vue qui diffuse dans le monde entier depuis ses centres de Lagos et d'Abuja. D'autres stations de télévision directe par satellite de portée internationale opérant au Nigeria sont Murhi International Television, ON Television, Galaxy TV, TV Continental, etc. toutes situées à Lagos.
Il y a un accès général à la télévision par câble comme DSTV, HiTV, DaarSat, StarTimes et Infinity TV et d'autres télévisions par câble au Nigeria.

### Contrôle des médias et liberté de la presse
Bien que le gouvernement censure les médias électroniques par le biais de la Commission nationale de l'audiovisuel (NBC), qui est chargée de surveiller et de réglementer les médias audiovisuels, il n'existe aucune preuve établie du contrôle des médias par le gouvernement. Les stations de radio restent sensibles aux attaques des groupes politiques. Par exemple, en janvier 2012, certaines personnalités des médias ont affirmé que la NBC avait averti les stations de radio de ne pas diffuser de reportages sur les manifestations contre les subventions aux carburants.
La diffamation est un délit civil et exige des défendeurs qu'ils prouvent la véracité de l'opinion ou du jugement de valeur contenus dans les reportages ou les commentaires, ou qu'ils paient des pénalités. Toutefois, les médias sont autorisés à diffuser des "commentaires équitables sur des questions d'intérêt public". Les peines pour diffamation comprennent deux ans d'emprisonnement et des amendes éventuelles.
La loi exige que les stations de télévision locales limitent à 40 % la programmation provenant d'autres pays et restreint à 20 % le contenu étranger de la diffusion par satellite. L'interdiction faite par la NBC en 2004 de diffuser en direct des nouvelles et des programmes étrangers reste en vigueur, mais ne s'applique pas aux services internationaux par câble ou par satellite.
À de nombreuses reprises dans le passé, en particulier pendant le régime militaire, les forces de sécurité et la police ont arrêté et détenu des journalistes qui critiquaient le gouvernement. Les reportages sur des sujets tels que la corruption politique et les questions de sécurité sont particulièrement sensibles. Les politiciens et les partis politiques harcèlent les journalistes perçus comme faisant des reportages négatifs sur eux ou leurs intérêts. Pendant les élections locales et régionales, des journalistes ont été intimidés pour avoir couvert certains événements liés aux élections. Le groupe militant Boko Haram menace les médias et a tué des membres de la presse. Le 20 janvier 2012, des inconnus armés ont tué Enenche Akogwu, journaliste de Channels TV, alors qu'il faisait un reportage sur les attaques et les bombardements de Boko Haram à Kano ce jour-là. Les journalistes pratiquent l'autocensure.

## Téléphones
Code d'appel: +234
Préfixe d'appel international: 009
Lignes connectées:
- 348,933 lignes fixes filaires/sans fil (juillet 2016)[13].
- 222,440,207 lignes mobiles cellulaires (GSM) (juillet 2016)[13]
- 3,611,926 lignes mobiles (CDMA) (juillet 2016)[13]
- 226,426,215 total des lignes connectées

Lignes actives:
- 164,114 lignes fixes filaires/sans fil (juillet 2016)[13]
- 149,708,077 lignes cellulaires mobiles (GSM) (juillet 2016)[13]
- 371,613 lignes mobiles (CDMA) (juillet 2016)[13]
- 150,262,066 lignes actives totales

Capacité installée:
- 11,384,677 lignes fixes filaires/sans fil (juin 2013)[13]
- 204,242,114 lignes mobiles (GSM) (juin 2013)[13]
- 18,400,000 lignes mobiles (CDMA) (juin 2013)[13]
- 234,026,791 lignes au total

Télédensité:
- ~86 lignes fixes et mobiles combinées pour 100 personnes (juin 2013)[13]
- ~1 ligne fixe pour 100 personnes (2010)[1]
- ~60 lignes mobiles pour 100 personnes (2010)[1]

Telephone system: further expansion and modernization of the fixed-line telephone network is needed; network quality remains a problem; the addition of a second fixed-line provider in 2002 resulted in faster growth but subscribership remains only about 1 per 100 persons; mobile-cellular services growing rapidly, in part responding to the shortcomings of the fixed-line network; multiple cellular providers operate nationally with a subscribership approaching 60 per 100 persons (2010) ;
Stations terrestres satellites : 3 Intelsat (2 Océan Atlantique et 1 Océan Indien) (2010) ;
Câbles sous-marins :
- SAT-3/WASC/SAFE relie les pays de la côte ouest de l'Afrique entre eux, puis avec l'Europe et l'Asie[1],
- ACE relie les pays de la côte ouest de l'Afrique entre eux et avec la France,
- GLO-1 relie les pays de la côte ouest de l'Afrique entre eux et avec le Royaume-Uni,
- Main One relie les pays de la côte ouest de l'Afrique entre eux et avec le Portugal.

La déréglementation du marché de la téléphonie mobile a conduit à l'introduction de fournisseurs de réseaux GSM (Global System for Mobile Communication) opérant sur le spectre 900/1800 MHz, MTN Nigeria, Airtel Nigeria, Globacom et 9mobile. L'utilisation des téléphones portables est montée en flèche et a surtout remplacé les services de ligne fixe peu fiables de Nigerian Telecommunications Limited (NITEL).
Avec l'expiration de la période d'exclusivité des principaux fournisseurs de réseaux GSM, le régulateur des télécommunications du Nigeria, la Nigerian Communications Commission (NCC), a introduit le régime de licence unifié. On espérait que les télécoms disposant de licences unifiées seraient en mesure de fournir la téléphonie fixe et mobile et l'accès à Internet, ainsi que tout autre service de communication qu'ils choisiraient d'offrir. En mars 2011, la NCC a commencé à enregistrer les cartes SIM. L'exercice devait durer jusqu'au 28 septembre 2011.
En 2015, la NTC a infligé à MTN Nigeria une amende record de 5,2 milliards de dollars pour avoir émis 5,2 millions de cartes à module d'identification (SIM) d'abonnés non enregistrées et préenregistrées. En 2017, la NTC a mis en place un groupe de travail de 12 membres en réponse à une nouvelle prolifération de cartes SIM non enregistrées et préenregistrées. Les cartes non enregistrées sont considérées comme une menace pour la sécurité nationale nigériane.
Après une décennie de tentatives de privatisation infructueuses, l'opérateur national de télécommunications NITEL et sa branche mobile ont été vendus à NATCOM et rebaptisés NTEL.

## Internet
Domaine de premier niveau : .ng
Utilisateurs d'Internet :
- 122 millions d'utilisateurs, 7e rang mondial (2019)[18] ;
- 67,0 millions d'utilisateurs, 8e rang mondial (2015) ;
- 55,9 millions d'utilisateurs, 8e rang mondial ; 32,9% de la population, 128e rang mondial (2012) ;
- 44,0 millions d'utilisateurs, 9e rang mondial (2009)[1] ;
- 5,0 millions d'utilisateurs, 40e rang mondial (2005).

Haut débit fixe : 15 311 abonnements, 136e rang mondial ; moins de 0,05% de la population, 185e rang mondial (2012).
Haut débit sans fil : 17,3 millions d'abonnements, 18e rang mondial ; 10,2% de la population, 91e rang mondial (2012).
Hôtes Internet :
- 1 234 hôtes, 169e rang mondial (2012)[1] ;
- 1 549 hôtes, 134e rang mondial (2006).

IPv4: 1,0 million d'adresses attribuées, 75e rang mondial, moins de 0,05% du total mondial, 5,9 adresses pour 1000 personnes (2012).
Fournisseurs d'accès à Internet:
- ~100 FAI (2018)[19] ;
- ~400 FAI (2010)[19] ;
- ~11 FAI (2000).

### Censure et surveillance de l'internet
L'OpenNet Initiative a indiqué qu'il n'y avait aucune preuve de filtrage de l'Internet dans les quatre domaines pour lesquels elle effectue des tests (politique, social, conflit/sécurité et outils Internet) en octobre 2009.
Il existe peu de restrictions gouvernementales sur l'accès à l'Internet ou de rapports crédibles selon lesquels le gouvernement surveillerait les e-mails ou les salons de discussion sur Internet. Bien que la constitution et la loi prévoient la liberté d'expression, y compris pour les membres de la presse, le gouvernement restreint parfois ces droits dans la pratique. La diffamation est un délit civil et exige des défendeurs qu'ils prouvent la véracité de l'opinion ou du jugement de valeur contenus dans les reportages ou les commentaires. Les peines encourues comprennent deux ans d'emprisonnement et des amendes éventuelles. Des groupes militants tels que Boko Haram menacent, attaquent et tuent des journalistes en rapport avec leurs reportages sur les activités de la secte. Les journalistes pratiquent l'autocensure.
Les reportages sur la corruption politique et les questions de sécurité se sont avérés particulièrement sensibles. Le 24 octobre 2012, la police de l'État de Bauchi a mis en accusation le fonctionnaire Abbas Ahmed Faggo devant un tribunal pour avoir prétendument diffamé la personnalité du gouverneur Isa Yuguda après avoir publié sur son compte Facebook des messages accusant le gouverneur d'avoir dépensé des fonds publics pour le mariage de son fils. Le 4 novembre, le tribunal a relaxé Faggo, mais les médias ont rapporté que le gouvernement de l'État l'avait licencié plus tard dans le mois.
En 2012, plusieurs sites d'information Internet critiques à l'égard du gouvernement ont connu des problèmes de serveur, que les propriétaires des sites ont attribués à une ingérence du gouvernement. Ces perturbations ont généralement duré quelques heures.
En 2008, deux journalistes ont été arrêtés pour avoir publié en ligne des articles et des photos critiques à l'égard du gouvernement.
Le 4 juin 2021, le ministre de l'information et de la culture a annoncé que le gouvernement fédéral allait "suspendre" toutes les activités de Twitter dans le pays pour avoir mené des actions qui "sapent l'existence de l'entreprise nigériane", et qu'il allait ordonner à la Commission nationale de radiodiffusion de "commencer immédiatement le processus d'octroi de licences à toutes les opérations OTT et de médias sociaux" dans le pays. Cette décision est intervenue après que Twitter a supprimé des messages du président Muhammadu Buhari et suspendu son compte pour violation de sa politique en matière d'abus, en raison de menaces proférées à l'encontre du groupe séparatiste Indigenous People of Biafra, qui avait invoqué la guerre civile nigériane comme thème. Buhari a critiqué ces actions pour avoir porté atteinte à sa liberté d'expression,,. À la suite de cette action, Twitter a été bloqué au Nigeria à partir du 5 juin, et l'utilisation du service est devenue une infraction passible de poursuites,. Le 13 janvier 2022, le gouvernement nigérian a révoqué l'interdiction de Twitter après que la société a accepté de créer une filiale au Nigeria pour se conformer à la loi.